# Edward Edwards (tueur en série)
Pour les articles homonymes, voir Edward Edwards.
Edward Wayne Edwards (né Charles Murray le 14 juin 1933 et mort le 7 avril 2011) avait été déclaré coupable d'être un tueur en série américain. Edwards s'est échappé de prison à Akron, en Ohio, en 1955, quand il a bousculé un garde et s'est enfui à travers le pays, braquant des stations essence pour de l'argent. En 1961, il est inscrit sur la liste Ten most Wanted Fugitifs du FBI. Il est finalement capturé et arrêté à Atlanta, en Géorgie, le 20 janvier 1962. Mis en liberté conditionnelle en 1967, il a assassiné entre 1977 et 1996 au moins cinq personnes et est suspecté dans beaucoup d'autres meurtres.

## Contexte
Edwards est né à Akron (Ohio),; il a en grande partie grandi en tant qu'orphelin après avoir été témoin du suicide de sa mère. Dans son autobiographie, Edwards prétend avoir été abusé physiquement et émotionnellement dans un orphelinat, ce qui aurait contribué à son comportement criminel. Il a été autorisé à sortir de détention pour mineurs pour rejoindre les U.S Marines. Il déserte, et est par conséquent renvoyé sans les honneurs. Puis il revient à son mode de vie criminel. Il voyage fréquemment et fait des petits boulots, comme débardeur de navire  revendeur d'aspirateur[pas clair] et bricoleur. Il vivra la plupart de sa vie, lorsqu'il n'est pas incarcéré, à Louisville, Kentucky.
En 1955, Edwards s'échappe d'une prison à Akron et se déplace à travers le pays, cambriolant les stations d'essence quand il a besoin d'argent. Il a écrit qu'il ne s'est jamais déguisé au cours de ses braquages parce qu'il voulait être célèbre. Son nom a été placé sur le FBI 10 liste most Wanted en 1961. Il est finalement repris et emprisonné à Leavenworth, puis ressort en liberté conditionnelle en 1967. Il a affirmé que sous l'influence d'un garde bienveillant à Leavenworth, il s'amende et se marie, puis devient un porte-parole motivé sur le sujet de la rédemption des criminels.
Edwards est apparu sur deux émissions de télévision, To Tell th Truth (1972) et What's My Line? Il a écrit une autobiographie intitulée La Métamorphose d'un Criminel : La Véritable Histoire de la Vie d'Ed Edwards en 1972; mais en 1982, il est retourné à la criminalité, et a été emprisonné en Pennsylvanie pendant deux ans pour incendie volontaire.

## Meurtres connus
Edwards est connu pour avoir assassiné cinq personnes : deux dans l'Ohio en 1977, deux dans le Wisconsin en 1980, et une dans l'Ohio en 1996.
Les premiers meurtres pour lesquels Edwards a été reconnu coupable sont ceux de Billy Lavaco et Judy Straub, un double meurtre qui a eu lieu dans l'Ohio en 1977. Il a reçu une peine à perpétuité pour ces crimes en 2010.
La deuxième double homicide a été celui de Tim Hack et Kelly Drew, dans le Wisconsin, en 1980. Ils ont été surnommés les Sweetheart Murders. Edwards avait été interrogé à l'époque, mais il n'y avait aucune raison de le retenir. Près de 29 ans plus tard, ses liens avec le crime ont été établis par des tests ADN. Apparemment, le propre enfant d'Edwards aurait averti la police au sujet de son éventuelle participation.
Enfin, Edwards a avoué le meurtre de Danny Boy Edwards dans l'Ohio, en 1996. La victime a été mentionnée comme un enfant adopté, qui avait vécu avec Edwards et son épouse pendant plusieurs années. Le nom d'origine de Danny est Danny Loi Gloeckner. Edwards assassine Danny Boy dans le but de percevoir l'argent des assurances. Edwards a été condamné à mort pour ce crime, en mars 2011, mais il est mort en prison de causes naturelles, un mois plus tard.

## Autres meurtres possibles
Selon Phil Stanford dans son livre The Peyton-Allan Files, Edwards peut avoir été responsable de l'assassinat de Beverly Allan et Larry Peyton à Portland, en Oregon, en 1960. Deux hommes avaient été arrêtés et emprisonnés pour ces meurtres, mais ont été libérés de prison plus tard. Les autorités maintiennent que ce sont les bonnes personnes qui ont été poursuivies.
Certains chercheurs ont noté qu'Edwards a vécu dans le nord de la Californie au cours de chacun des meurtres du tueur du Zodiac à la fin des années 1960 et aurait, à l'époque, étroitement correspondu à la description du Zodiac, bien que d'autres contestent cette affirmation.
En mars 2017, le détective Chad Garcia du bureau de shérif du comté de Jefferson (Wisconsin), qui était responsable du cas des Sweetheart Murders, décrit comment les meurtres de Hack et Drew ont été résolus à la suite d'une information provenant du fils d'Edwards. Garcia a déclaré qu'il était « assez sûr » qu'il y aurait au moins cinq à sept meurtres de plus commis par Edwards et « qui sait au-delà. » Il a donné une liste de 15 victimes confirmées et suspectes, ajoutant qu'il était moins sûr qu'Edwards a été impliqué dans les meurtres du Zodiaque.

## Mort
Edwards est décédé de causes naturelles au Corrections Medical Center à Columbus (Ohio) le 7 avril 2011,,.

## Dans les médias
En 2014, Golden Door Press publie C'est moi, Edward Wayne Edwards, le tueur en Série dont vous n'avez jamais entendu parler, par l'ancien détective de la police et expert des affaires classées John A. Cameron. Le livre détaille les meurtres pour lesquels Edwards a été condamné et fournit des analyses et des arguments des autres meurtres pour lesquels Edwards n'a jamais été pris.
Le 10 novembre 2016 Deadline a annoncé que Spike TV avait commandé une série documentaire en 6 parties appelée It Was Him, suivant Wayne Wolfe le petit-fils d'Edwards et John A. Cameron  enquêtant sur les potentielles connexions d'Edwards à plusieurs meurtres non résolus, y compris celui de la Dahlia Noir (quand il avait 13 ans), de JonBenet Ramsey, et de Lacey Peterson. En mars 2018, il a été annoncé que le documentaire serait diffusé le 16 avril 2018.
En mars 2017, A&E a diffusé un documentaire sur l'assassinat de Tim Hack et Kelly Drew.
Le 15 janvier 2018, Enquête Découverte de diffuse un documentaire intitulé le Magazine People Enquête - Mon Père, le Tueur en Série, qui raconte l'histoire de comment la fille d'Edwarda réalisé que son père avait commis le "Sweetheart Murders" et prévenu les autorités menant à l'arrestation et à la condamnation d'Ed Edward. La fille a dit à People, qu'Edwards avait un côté sombre, qu'il avait verbalement et physiquement agressé sa mère, Kay, faisant regarder aux enfants des vidéos sur le Tueur du Zodiaque en hurlant, “ce n'est pas comment c'est arrivé.”